# Off-plan
Off-plan — приобретение недвижимости до завершения строительства, на начальных этапах или даже на стадии проекта. В последние годы инвестирование off-plan приобретает все большую популярность по ряду причин.

## Положительные и отрицательные аспекты off-plan инвестиций
К положительным сторонам инвестиций на стадии строительства относятся:
- невысокие цены, причем чем раньше покупатель приобретает недвижимость, тем ниже цена;
- рассрочка платежа — в большинстве проектов, продажа которых ведется по принципу off-plan, предусмотрена поэтапная оплата, по мере продвижения строительства;
- повышение стоимости объекта в процессе строительства. Некоторые застройщики гарантируют определенный доход от инвестиций, повышая цены при прохождении очередного этапа (закладка фундамента, прохождение этажей, окончание строительства). При этом покупатели, заключившие договора на начальных этапах строительства, платят меньше, чем более поздние покупатели.

К негативным сторонам инвестирования на стадии off-plan относится высокий риск сделки — проект может быть не доведён до конца, поэтому к выбору компании надо подходить с особой осторожностью. К примеру, в ОАЭ для гарантий сохранности денег каждый застройщик обязан открывать собственный счёт для денег инвесторов, средства с которого могут расходоваться только на строительство данного объекта.

## Off-plan и pre-launch. Примеры инвестирования
Помимо off-plan инвестиций, есть вариант инвестирования на самом первом этапе — при обнародовании проекта. Это продажа по так называемым pre-launch ценам, обычно на 10-25 % дешевле, чем при покупке на этапе закладки фундамента. До начала кризиса этот вариант покупки был очень популярен за счет высокой прибыли — при переходе от pre-launch продаж к заключению сделок по ценам launch инвесторы получали возможность перепродать недвижимость по более высоким ценам, получив за пару месяцев значительный доход.
К примеру, один из проектов в Дубае (ОАЭ) на этапе pre-launch продавался по цене 4.500 AED/фут²; при запуске проекта в открытую продажу цена была 5.625 AED/фут², то есть прирост инвестиций за 2 месяца составил 25 %. Также повышение цены планировалось после завершения строительства каждого этажа.

## Влияние кризиса на инвестирование off-plan
C началом мирового финансового кризиса рынок недвижимости off-plan пострадал сильнее всего. Множество сделок спекулятивного характера, рассчитанных на получение «быстрой» прибыли, привлекали необоснованно высокий интерес к такому типу инвестирования. С началом кризиса у большинства инвесторов возникли резонные опасения в надёжности застройщиков. Кроме того, банки по всему миру сократили или вовсе прекратили кредитование строителей, и продолжить строительство смогли лишь те компании, на счетах которых были собственные средства. Однако по прогнозам экспертов, после окончания кризиса интерес к таким инвестициям снова возрастет.